# Renato Goupil
Renato Goupil, S.J. (15 de maio de 1608 - 29 de setembro de 1642), foi um missionário leigo jesuíta francês (em francês "donné", "dado" ou "aquele que se oferece") que se tornou um irmão leigo da Companhia de Jesus pouco antes sua morte. Ele foi o primeiro dos oito mártires norte-americanos da Igreja Católica Romana a receber a coroa do martírio e o primeiro mártir católico canonizado na América do Norte.

## Vida
Goupil foi batizado em St-Martin-du-Bois, perto de Angers, na antiga província de Anjou, em 15 de maio de 1608, filho de Hippolite Goupil e Luce Provost. Ele estava trabalhando como cirurgião em Orléans antes de entrar no noviciado da Companhia de Jesus (jesuítas) em Paris em 16 de março de 1639. Ele teve que deixar o noviciado devido à surdez.
Goupil se ofereceu para servir como missionário leigo trabalhando para ajudar os padres jesuítas. Em 1640 chegou à Nova França. De 1640 a 1642, serviu na Missão Saint-Joseph de Sillery, perto de Quebec, onde foi encarregado de cuidar dos doentes e feridos no hospital. Seu trabalho envolvia principalmente curativos e sangrias.
Em 1642 Goupil viajou para as missões Hurões com cerca de quarenta outras pessoas, incluindo vários chefes Hurões e o padre jesuíta Isaac Jogues. Eles foram capturados pelos Mohawk, levados para sua aldeia mais oriental de Ossernenon (cerca de 9 milhas a oeste da atual Auriesville, Nova York), e torturados. Depois de ensinar a um menino moicano o sinal da cruz, Goupil foi morto na festa de São Miguel Arcanjo, em 29 de setembro de 1642, por um golpe na cabeça com um machado. Ele morreu pronunciando o Santo Nome de Jesus, como havia praticado em caso de martírio. Pe. Jogues estava presente e deu a absolvição de Goupil antes de expirar. Antes de ser martirizado, Goupil havia professado os votos religiosos como irmão leigo jesuíta diante do Pe. Jogues. Muitos dos 24 hurões que acompanhavam Goupil eram convertidos católicos batizados. Inimigos tradicionais do Mohawk, eles foram lentamente torturados pelo ritual Iroquois antes de serem mortos.

## Veneração
Goupil é venerado como o primeiro mártir jesuíta do Canadá e um dos três mártires do atual território dos Estados Unidos. Ele foi canonizado em 29 de junho de 1930 pelo Papa Pio XI junto com os outros sete mártires canadenses ou "Mártires norte-americanos". Ele é o santo padroeiro dos anestesistas.
No Campus Rose Hill da Fordham University, no Bronx, Nova York, um dormitório para calouros — o Tribunal dos Mártires — tem três seções, que recebem o nome dos três santos mártires dos Estados Unidos: Renato Goupil, Isaac Jogues e Jean Lalande. Goupil também é homenageado no acampamento juvenil católico Camp Ondessonk, onde uma unidade leva seu nome.